# Sedliacka Dubová
Sedliacka Dubová es un municipio del distrito de Dolný Kubín en la región de Žilina, Eslovaquia, con una población estimada a final del año 2024 de 536 habitantes.
Se encuentra ubicado en el centro de la región, cerca del curso alto del río Váh (cuenca hidrográfica del Danubio) y de la frontera con la República Checa y Polonia.

## Demografía
| Año        | 1994 | 2004    | 2014    | 2024    |
| ---------- | ---- | ------- | ------- | ------- |
| Población  | 506  | 504     | 516     | 536     |
| Diferencia |      | −0,39 % | +2,38 % | +3,87 % |

| Año        | 2023 | 2024    |
| ---------- | ---- | ------- |
| Población  | 533  | 536     |
| Diferencia |      | +0,56 % |